# Marșul lui Rákóczi
Marșul Rákóczi (în maghiară Rákóczi-induló), cunoscut și sub numele de „Marșul maghiar”, a fost unul dintre imnurile neoficiale ale Ungariei înainte de scrierea imnului național „Himnusz” de către Ferenc Kölcsey. Acest marș a fost compus cel mai probabil de Nikolaus Scholl în 1820 și a fost folosit ulterior în multe compoziții celebre, printre care se numără La damnation de Faust de Hector Berlioz și Rapsodia maghiară nr. 15 de Franz Liszt.

## Istoria
„Marșul lui Rákóczi” își trage originea din „Cântecul lui Rákóczi” (în maghiară Rákóczi-nóta), o melodie care a apărut pentru prima dată la mijlocul secolului al XVII-lea, cu diverse versuri. Primul vers cunoscut pe scară largă al acestui cântec este un poem kuruc care era o tânguire în care se plângea de nenorocirea maghiarilor și de asuprirea habsburgică și îl chema pe Francisc Rákóczi al II-lea, conducătorul Răscoalei Maghiare dintre 1703 și 1711, pentru a-și salva poporul. Deși tradiția spune că această versiune a fost cântecul preferat al lui Francisc Rákóczi al II-lea, cercetătorii tind să fie de acord că a fost creat în jurul anului 1730 de unul sau mai mulți compozitori anonimi. Această variantă a fost foarte populară în secolul al XVIII-lea, a devenit un cântec popular cu peste 20 de versiuni și a fost cântat chiar și după revoluția din 1848. Ea i-a inspirat pe poeții Sándor Petőfi, Ferenc Kölcsey și Kálmán Thaly.
Varianta instrumentală a acestui cântec, denumită „Marșul lui Rákóczi”, a apărut aproape 100 de ani mai târziu, în primele decenii ale secolului al XIX-lea. Compozitorul acestei variante rămâne incert, dar se crede că Nicolaus Scholl ar fi fost cel care și-a publicat pentru prima dată compozițiile proprii sub acest titlu în 1819 sau în 1820 și cel mai probabil a format forma cunoscută în prezent a acestui cântec. El a fost dirijorul Regimentului 32 al Armatei Monarhiei Habsburgice, care era format în majoritate din maghiari și era condus de Nikolaus al II-lea, Esterházy în acea perioadă. Cu siguranță, acesta a fost influențat de János Bihary, care ar fi interpretat variante instrumentale ale cântecului între 1809 și 1820.

## Compoziții celebre
În 1846, Hector Berlioz a compus o adaptare a acestui cântec pentru a câștiga favorurile publicului maghiar în timpul concertelor sale. Această adaptare a devenit imediat preferata publicului și a fost inclusă mai târziu în opera sa La damnation de Faust. În această versiune, „Marșul lui Rákóczi” a devenit foarte popular în Europa și este cea mai cunoscută variantă a acestui cântec până în prezent.
Franz Liszt a scris, de asemenea, mai multe aranjamente pe baza acestei melodii, inclusiv Rapsodia maghiară nr. 15. Pianistul Vladimir Horowitz a creat o variantă a „Marșului lui Rákóczi” care a inclus elemente din versiunile lui Liszt și Berlioz, adăugându-i o nota de bravură și strălucire. Alți compozitori, precum Béla Bartók, Johannes Brahms, Johann Strauss Jr., Zoltán Kodály și Ferenc Erkel, au inclus, de asemenea, această melodie în unele dintre compozițiile lor.

## Utilizarea
În prezent, „Marșul lui Rákóczi” este de obicei interpretat ca o piesă instrumentală, fără versuri. Versiunea lui Berlioz a devenit o selecție populară de muzică populară în Ungaria, mai ales la nunți. Marșul este interpretat în timpul sărbătorilor de stat și militare și este marșul oficial de inspecție al Forțelor de Apărare Maghiare. Melodia a fost folosită timp de decenii ca semnal de dimineață al postului de radio Kossuth Rádió, la începutul emisiunii zilnice. „Marșul lui Rákóczi” a dat numele și unui film austro-ungar din 1933 - Rakoczy-Marsch - cu Gustav Fröhlich (care a și regizat), Camilla Horn, Leopold Kramer și alții. De asemenea, marșul este prezentat în mod proeminent în drama istorică franceză La Grande Vadrouille.